# Rhizoecus geniculatus
Rhizoecus geniculatus är en insektsart som beskrevs av James 1935. Rhizoecus geniculatus ingår i släktet Rhizoecus och familjen ullsköldlöss.
Artens utbredningsområde är Kenya. Inga underarter finns listade i Catalogue of Life.